# St.-Magdalena-Kirche (Wietstock)

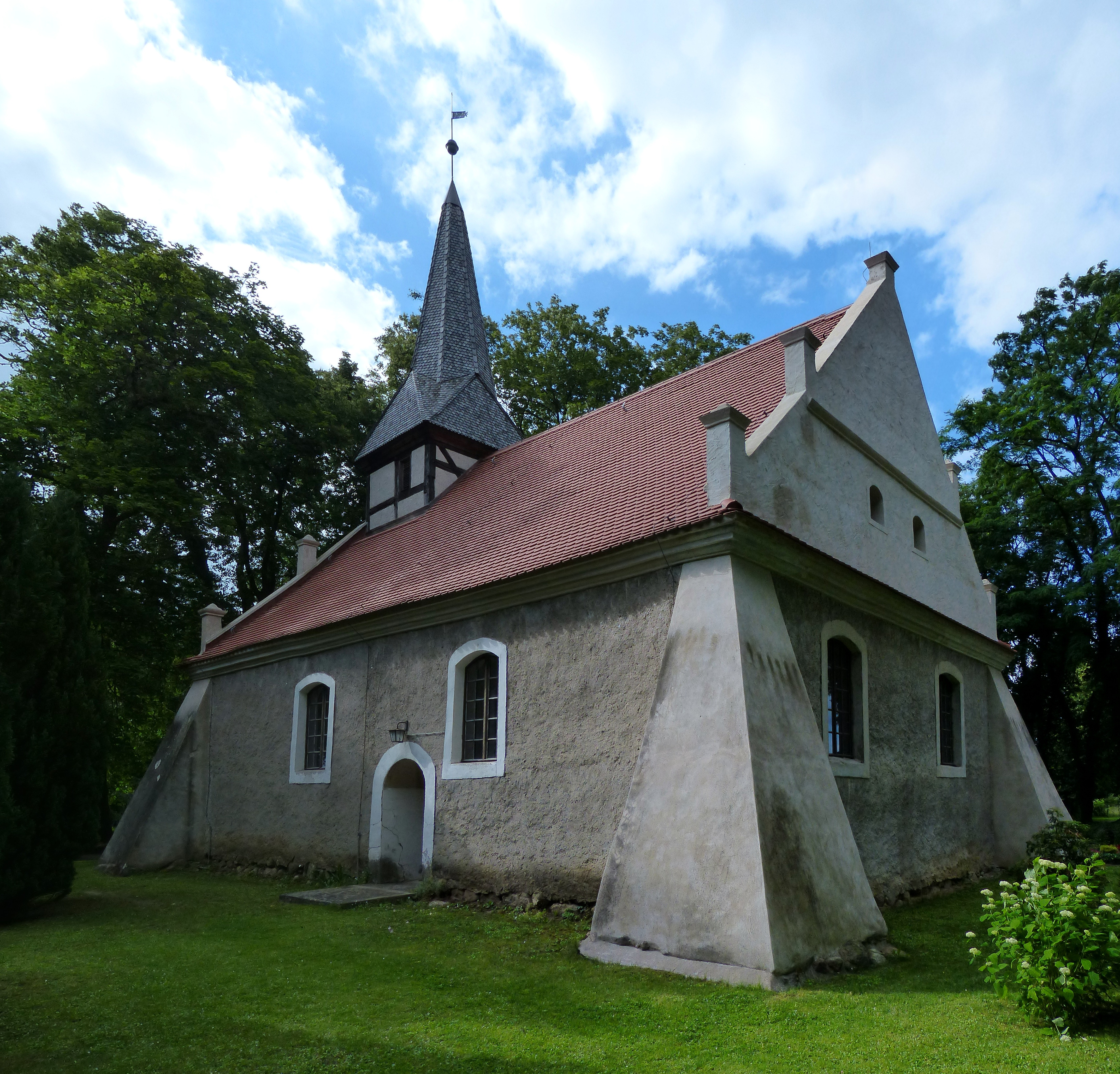
St.-Magdalena-Kirche in Wietstock

Die St.-Magdalena-Kirche zu Wietstock, einem Ortsteil der Gemeinde Altwigshagen im Landkreis Vorpommern-Greifswald in Mecklenburg-Vorpommern, gehört zum Pfarrsprengel Leopoldshagen der Propstei Pasewalk im Pommerschen Evangelischen Kirchenkreis der Evangelisch-Lutherischen Kirche in Norddeutschland. Bis ins 20. Jahrhundert war die Wietstocker Kirche Filialkirche der Kirche Rathebur.
Die Kirche wurde gegen Ende des 16. Jahrhunderts auf einem rechteckigen Grundriss aus Feldstein errichtet. Die Ecken wurden mit Strebepfeilern abgestützt. An beiden Giebeln befinden sich Eckzinnen.
Der quadratische Dachturm wurde um die Mitte des 18. Jahrhunderts in Fachwerkbauweise aufgesetzt. Sein achteckiger Spitzhelm ist mit Eichenschindeln belegt.
Altarschranke, Kanzelaltar, Westempore und Gestühl stammen aus dem 18. Jahrhundert. Die Schablonenmalereien im Inneren wurden in den 1950er Jahren ausgeführt.
Das Geläut besteht aus einer Glocke aus dem 15. oder 16. Jahrhundert. Eine zweite Glocke wurde in der ersten Hälfte des 20. Jahrhunderts für Rüstungszwecke eingeschmolzen.